# Jean-Paul Vonderburg
Jean-Paul Vonderburg (sinh ngày 31 tháng 7 năm 1964) là một cầu thủ bóng đá người Thụy Điển.

## Đội tuyển bóng đá quốc gia Thụy Điển
Jean-Paul Vonderburg thi đấu cho đội tuyển bóng đá quốc gia Thụy Điển từ năm 1990 đến 1991.

## Thống kê sự nghiệp
| Đội tuyển bóng đá Thụy Điển | Đội tuyển bóng đá Thụy Điển | Đội tuyển bóng đá Thụy Điển |
| Năm                         | Trận                        | Bàn                         |
| --------------------------- | --------------------------- | --------------------------- |
| 1990                        | 2                           | 0                           |
| 1991                        | 2                           | 0                           |
| Tổng cộng                   | 4                           | 0                           |